# Astragalus petunnikowii
Astragalus petunnikowii là một loài thực vật có hoa trong họ Đậu. Loài này được Litv. miêu tả khoa học đầu tiên.